# Tomáš Galásek
Tomáš Galásek (* 15. ledna 1973, Frýdek-Místek) je bývalý český fotbalista a reprezentant. Hrával na pozici defenzivního záložníka, silný byl i ve středu obrany. Na klubové úrovni působil jako hráč v České republice, Nizozemsku a Německu.
Žije se svou ženou a dětmi v Eckentalu nedaleko Norimberku. Od srpna 2012 do listopadu 2013 působil u českého reprezentačního A-týmu jako asistent trenéra Michala Bílka. Od roku 2021 je asistentem trenéra v Baníku Ostrava, na konci sezóny 2021/22 byl i hlavní trenér. Mezitím byl také v letech 2018-2023 asistentem Jaroslava Šilhavého u reprezentačního týmu.

## Klubová kariéra
Profesionální kariéru začal v roce 1991 v Baníku Ostrava, odkud v roce 1997 přestoupil do nizozemského klubu Willem II Tilburg a v roce 2000 do Ajaxu Amsterdam. S Ajaxem se dvakrát stal mistrem ligy, dvakrát vyhrál národní pohár a odehrál 26 utkání v Lize mistrů. V roce 2006 podepsal dvouletou smlouvu s německým bundesligovým klubem 1. FC Norimberk. Dne 14. srpna 2008 podepsal roční smlouvu s Baníkem Ostrava, čímž se vrátil do klubu, z něhož vzešel. Už v zimě ale odešel do Borussie Mönchengladbach, kde odehrál pouze 15 zápasů, aniž by vstřelil gól.

## Reprezentační kariéra
V letech 1994–1996 nastupoval Tomáš Galásek za českou reprezentaci do 21 let. Celkem odehrál 15 zápasů a vstřelil 6 gólů.
První zápas v A-mužstvu české reprezentace odehrál Tomáš Galásek 8.3. 1995, v němž domácí český tým porazil Finsko 4:1, Galásek vystřídal na hřišti v 83. minutě Karla Poborského.
Za české A-mužstvo odehrál celkem 69 zápasů (47 výher, 12 remíz, 10 proher) a vstřelil 1 gól – v domácím utkání 4.6. 2005 proti Andoře během kvalifikace na MS 2006. Galásek zvyšoval z pokutového kopu v 52. minutě na průběžných 4:1, zápas skončil jasným vítězstvím české reprezentace 8:1.
Zúčastnil se tří vrcholových šampionátů:
- Euro 2004 v Portugalsku
- MS 2006 v Německu – byl kapitánem českého týmu
- Euro 2008 v Rakousku a Švýcarsku

### Reprezentační góly a zápasy
Gól Tomáše Galáska za reprezentační A-mužstvo České republiky 
| Gól | Datum      | Stadion         | Soupeř  | Skóre (min.) | Výsledek | Soutěž                 |
| --- | ---------- | --------------- | ------- | ------------ | -------- | ---------------------- |
| 010 | 4. 6. 2005 | U Nisy, Liberec | Andorra | 04:1 0(52.)  | 8:1      | kvalifikace na MS 2006 |

Zápasy Tomáše Galáska v A-mužstvu české reprezentace 
| Rok    | Zápasy | Góly |
| ------ | ------ | ---- |
| 1995   | 2      | 0    |
| 1998   | 5      | 0    |
| 1999   | 4      | 0    |
| 2001   | 2      | 0    |
| 2002   | 8      | 0    |
| 2003   | 7      | 0    |
| 2004   | 14     | 0    |
| 2005   | 7      | 1    |
| 2006   | 5      | 0    |
| 2007   | 9      | 0    |
| 2008   | 6      | 0    |
| Celkem | 69     | 1    |

## Trenérská kariéra
Od srpna 2012 přijal nabídku manažera českého reprezentačního A-týmu Vladimíra Šmicera a stal se asistentem trenéra Michala Bílka u českého národního týmu. V této pozici vydržel do listopadu 2013, kdy poté obsadil pozici hlavního trenéra reprezentace Pavel Vrba.